# VC Mamer
VC Mamer (luxemburgska: Volleyball Club Mamer) är en volleybollklubb från Mamer, Luxemburg. Klubben grundades 1976. Damlaget har blivit luxemburgska mästare tolv gånger (1994-1997, 1999-2003, 2007, 2013 och 2016) och vunnit luxemburgska cupen tretton gånger (1993-1996, 1998-2001, 2003-2004, 2014, 2016 och 2022). Herrlaget har blivit luxemburgska mästare elva gånger (1985-1986, 1988, 1991-1993, 1995-1996, 1999, 2001 och 2003) och vunnit luxemburgska cupen tolv gånger (1985, 1987-1995, 2001 och 2003).